# Temelucha macilenta
Temelucha macilenta är en stekelart som beskrevs av Dasch 1979. Temelucha macilenta ingår i släktet Temelucha och familjen brokparasitsteklar. Inga underarter finns listade i Catalogue of Life.